# 福州右卫
福州右卫是明代至清初的一处卫所。
洪武四年正月庚寅（1371年1月22日）置，洪武二十一年（1388年）重建。治所在今福州市东北，属福建都指挥使司管辖。清朝康熙五年（1666年）废。